# Canoas
För andra betydelser, se Canoas (olika betydelser).
Canoas är en stad och kommun i Brasilien och ligger i delstaten Rio Grande do Sul. Staden ingår i Porto Alegres storstadsområde. Kommunen hade år 2014 cirka 340 000 invånare.